# 나란헤로스 데 에르모시요
나랑헤로스 데 에르모시요(스페인어: Naranjeros de Hermosillo)는 멕시코 소노라주 에르모시요를 연고지로 하는 프로 야구팀이다. 멕시코 태평양 리그 소속이며, 에스타디오 데 베이스볼 엑토르 에스피노 야구장과 페르난도 M. 오티스 스타디움을 홈구장으로 사용하고 있다. 총 15회의 리그 우승과 1회의 캐리비안 시리즈 우승 (1976년)을 차지하였다.

## 야구단 정보
| 감독     | 35 윌리엄 플럼머 |
| 코칭스탭 | 1 아덜포 카마초 · 2 아르만도 산체스 · 23 코넬로 가르시아 · 29 라몬 먼구이아 · 36 블라이제 이스레이 · 41 리카르도 솔리스 · 클라우디오 페냐 · 다니엘 가르시아 · 페르난도 소토 |
| 투수     | 12 미겔 루이즈 · 28 후안 델가디요 · 31 후안 파블로 오라마스 · 32 블레이크 파커 · 33 데메트리오 구티에레즈 · 34 가우덴시오 아기레 · 46 후안 파블로 만차카 · 49 조나단 카스텔라노스 · 54 에드가르 곤살레스 · 57 헤수스 카스디요 리팔다 · 59 제이슨 라이스 · 61 알레한드로 마르티네즈 · 62 하비엘 솔라노 · 72 마르코 사발라 |
| 포수     | 20 움베르토 코타 · 37 에릭 로드리게스 · 38 카를로스 로드리게스 |
| 내야수   | 3 에드가 킨테로 누녜즈· 5 카를로스 가스텔름 · 16 이반 커반테스 · 22 호세 아마도르 · 44 에루비엘 두라조 · 63 제시 구티에레즈 · 68 월터 이바라 |
| 외야수   | 15 이반 테라사스 · 24 트렌트 오엘티엔 · 27 마크 헤밀턴 · 70 라몬 라미레즈 · 95 카림 가르시아 |